# Tortula pseudoprinceps
Tortula pseudoprinceps är en bladmossart som beskrevs av Hugh Neville Dixon 1930. Tortula pseudoprinceps ingår i släktet tussmossor, och familjen Pottiaceae. Inga underarter finns listade i Catalogue of Life.